# Сельское поселение «Буринское» (Забайкальский край)
Се́льское поселе́ние «Буринское» — муниципальное образование в Калганском районе Забайкальского края Российской Федерации.
Административный центр — село Бура.

## История
Статус и границы сельского поселения установлены Законом Читинской области от 19 мая 2004 года «Об установлении границ, наименований вновь образованных муниципальных образований и наделении их статусом сельского, городского поселения в Читинской области».
Закон Забайкальского края от 25 декабря 2013 года № 922-ЗЗК «О преобразовании и создании некоторых населенных пунктов Забайкальского края»:

## Население
| 2010 | 2011 | 2012 | 2013 | 2014 | 2015 | 2016 |
| ---- | ---- | ---- | ---- | ---- | ---- | ---- |
| 629  | ↘627 | ↗629 | ↘614 | ↘605 | ↘583 | ↘570 |
| 2017 | 2018 | 2019 | 2020 | 2021 |      |      |
| ↘558 | ↘557 | ↘550 | ↘531 | ↘471 |      |      |

## Состав сельского поселения
| № | Населённый пункт | Тип населённого пункта       | Население |
| - | ---------------- | ---------------------------- | --------- |
| 1 | Бура             | село, административный центр | ↘518      |
| 2 | Бура 1-я         | село                         |           |